# Nora Merlin
Nora Merlín  (Argentina) é escritora, psicanalista e professora de Ciência Política na Universidade de Buenos Aires. Merlin ganhou fama por seu conceito de relação entre as atualizações do neoliberalismo e as aspirações “totalitárias”.  Merlin concluiu sua dissertação de mestrado sob a orientação do cientista político Ernesto Laclau.
Entre seus livros mais citados, destaca-se "Populism and Psychoanalysis"